# Gregorio Allegri
Gregorio Allegri (Roma, 1582 — Roma, 17 de Fevereiro de 1652) foi um sacerdote católico, cantor e compositor italiano  da Escola romana.  Em Roma viveu a maior parte da vida e lá também morreu. Embora tenha composto e publicado uma profusão de obras sacras, Allegri é lembrado sobretudo por seu Miserere, um elaborado moteto sacro cantado até 1870 pelo coro papal durante a Semana Santa.
A posição de Allegri como cantor e maestro di cappella do coro papal foi o auge de uma carreira iniciada como menino de coro aos nove anos de idade.
Começou seus estudos em composição com G.M. Nanino, maestro di cappella em San Luigi dei Francesi, em Roma. Depois de trabalhar em catedrais em Fermo e Tivoli, voltou a Roma, acabando por se juntar ao coro papal. A música que escreveu para a Capela Sistina, ao contrário de suas obras anteriores, era fora de moda na época, seguindo o stile antico de Giovanni Pierluigi da Palestrina, mas, como a música deste último, era rica em sutileza e nitidez estilística. Allegri também publicou oito livros de motetos sacros num estilo mais moderno, entre 1618 e 1639, destinados a consumo amplo.
Entre as obras mais famosas de Allegri está Miserere Mei Deus.